# 8277 Machu Picchu
A 8277 Machu Picchu (ideiglenes jelöléssel 1991 GV8) a Naprendszer kisbolygóövében található aszteroida. Eric Walter Elst fedezte fel 1991. április 8-án.